# Biston melacron
Biston melacron es una especie de polilla de la familia Geometridae. La especie fue descrita por primera vez por Eugen Wehrli en 1941 y se puede encontrar distribuido en China, Japón y Corea. El holotipo de la especie fue descrita en los bosques del monte Tianmu a aproximadamente 1600 metros (5249,3 pies) de altitud.